# Anderson Plata
Anderson Plata (Villanueva, Colômbia; 8 de novembro de 1990) é um futebolista colombiano que atua como atacante. Atualmente joga no Deportes Tolima.

## Títulos

### Campeonatos nacionais
| Título               | Clube    | País     | Ano  |
| -------------------- | -------- | -------- | ---- |
| Torneio Finalização  | Santa Fé | Colômbia | 2016 |
| Superliga Colombiana | Santa Fé | Colômbia | 2017 |

### Copas internacionais
| Título           | Clube    | Local          | Ano  |
| ---------------- | -------- | -------------- | ---- |
| Copa Suruga Bank | Santa Fé | Kashima, Japão | 2016 |